# Vladimir Netchaïev
Ne doit pas être confondu avec Veniamin Netchaev.
Vladimir Alexandrovitch Netchaïev (28 juillet 1908 — 11 avril 1969) est un chanteur soviétique, ténor lyrique. Artiste émérite de la RSFSR depuis 1959 et soliste de la Radio d'État de l'URSS depuis 1942, il est l'interprète original d'un certain nombre de chansons de compositeurs tels que Boris Mokroussov, Vassili Soloviov-Sedoï, ou Matveï Blanter. En 1944, il forme un duo avec Vladimir Bountchikov, une collaboration très acclamée qui durera 25 ans, jusqu'à la mort de Netchaïev en 1969,.

## Biographie
Vladimir Netchaïev est né le 28 juillet 1908 dans une famille aisée du village de Novo-Malinovo, dans l’actuelle oblast d'Orel. Sa mère est décédée en 1919, et son père s’est remarié. Enfant, Vladimir chante dans la chorale de l’église et organise des spectacles avec sa sœur aînée, Margarita, qui deviendra chanteuse et pédagogue vocale. En 1926, il s’installe près de Moscou, travaille comme ouvrier, et sa famille le rejoint peu après. Sa sœur Margarita fait une carrière notable au Bolchoï dans les années 1930.
Nechaïev étudie à la studio opératique et dramatique de Constantin Stanislavski, puis travaille au théâtre de la jeunesse ouvrière. En 1942, il devient soliste à la radio soviétique et interprète des chansons de grands compositeurs comme Mokrousov, Soloviev-Sedoï ou Blanter. Il forme un célèbre duo avec Vladimir Bountchikov à partir de 1944, connu pour ses chansons patriotiques et lyriques. Leur collaboration dure 25 ans et les mène dans tout le pays, des villes aux hôpitaux et postes frontières.
Doté d’un timbre de ténor doux et lyrique, Netchaïev charme par sa musicalité naturelle et son expressivité, malgré une formation vocale limitée. Il excelle dans les chansons tendres et pleines de chaleur humaine. Le 5 avril 1969, il organise un concert pour fêter ses 25 ans de carrière avec Bountchikov, mais cela épuise ses forces. Il meurt quelques jours plus tard, le 11 avril, victime d’un infarctus massif. Il est enterré au cimetière Golovinskoïe à Moscou.